# 三川村 (広島県)
三川村（みかわそん）は、かつて広島県世羅郡にあった村。

## 沿革
- 1889年（明治22年）4月1日 - 町村制施行に伴い世羅郡伊尾村、小谷村、松崎村、川尻村、東上原村が合併し、三川村が発足。
- 1955年（昭和30年）2月11日 - 世羅郡甲山町、東村、御調郡宇津戸村と合併し、甲山町を新設して消滅。
- 1957年（昭和32年）6月10日 - 旧村域の松崎地区が甲奴郡上下町（現：府中市）に編入。

## 村名の由来
芦田川、山田川、矢多田川の3川の合流点であることによる。